# Paul Signac
Paul Signac, rodné jméno Paul Victor Jules Signac, (11. listopadu 1863 Paříž – 15. srpna 1935 Paříž) byl francouzský malíř. Patří k nejvýznamnějším mistrům neoimpresionismu. Ve spolupráci s Georgesem Seuratem pomohl vyvinout pointillistický styl.

## Životopis
Paul Signac se narodil 11. listopadu 1863 v Paříži. Absolvoval kurz architektury. V osmnácti letech se rozhodl pro kariéru malíře. Rozhodnutí učinil poté, co se zúčastnil výstavy obrazů Clauda Moneta. Miloval moře a rád ho také maloval. Plavil se kolem pobřeží Evropy a maloval krajiny, které ho na jeho cestách zaujaly. V pozdějších letech také namaloval řadu akvarelů francouzských přístavních měst.

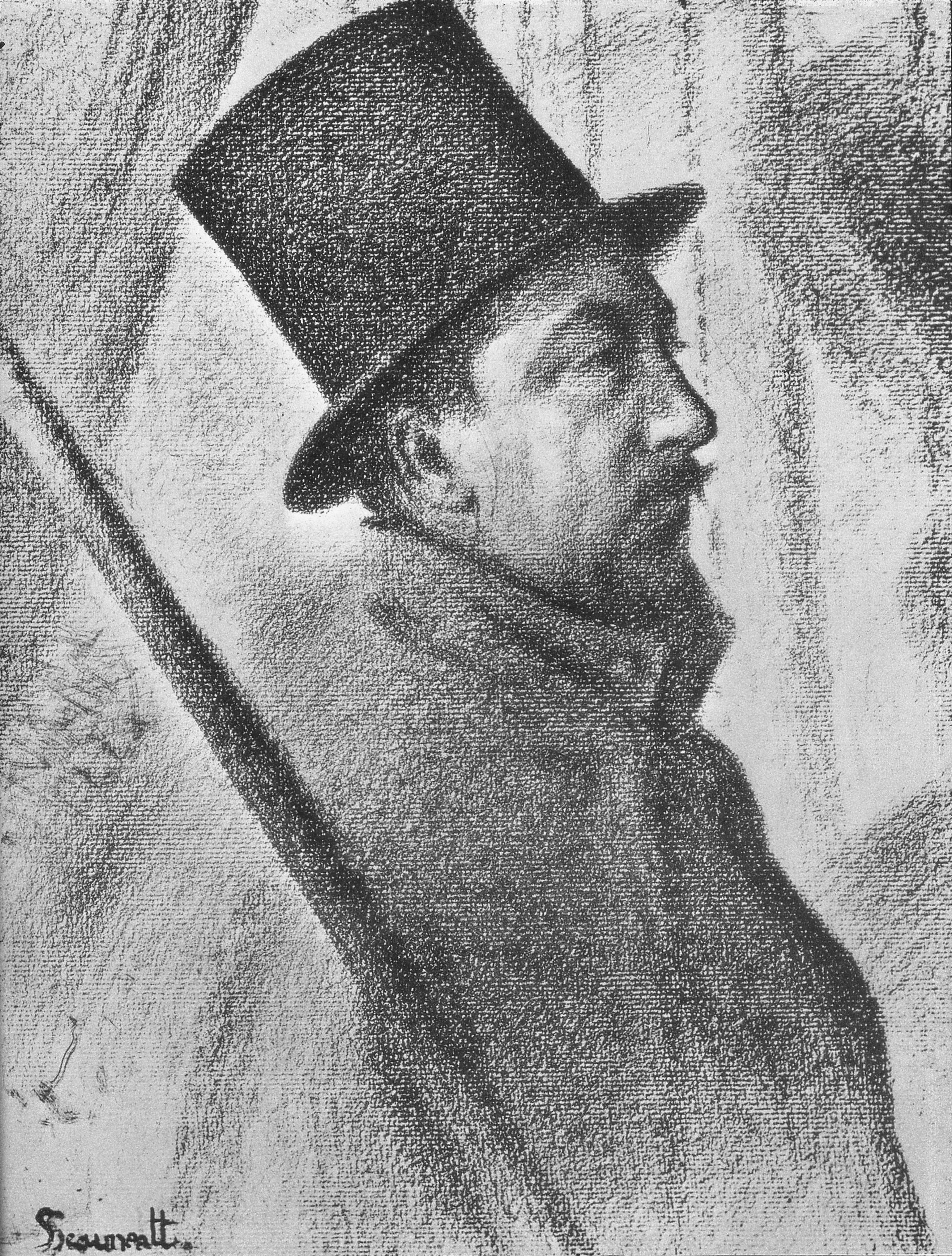
Félix Fénéon, Portrét Paula Signaca, kresba, 1890

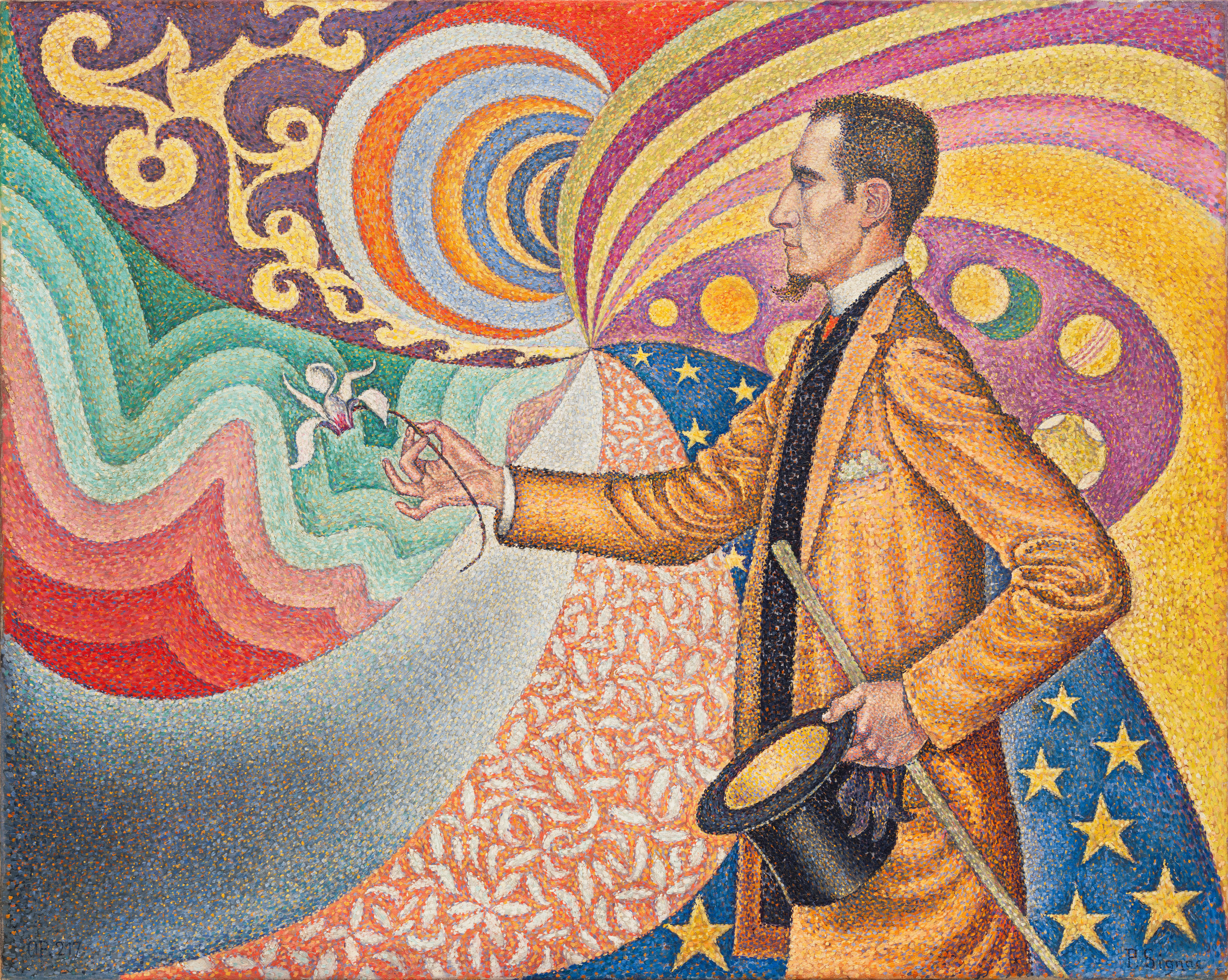
Paul Signac, Portrét Félixe Fénéona, olej, 1890

V roce 1884 se setkal s Claudem Monetem a Georgesem Seuratem. Byl zaujat systematickými pracovními metodami Seurata a jeho teorií barev a stal se jeho věrným podporovatelem, přítelem a obhájcem jím popisovaných technik neoimpresionismu a pointilismu. Pod Seuratovým vlivem opustil krátké tahy štětcem typické pro impresionismus, aby experimentoval s metodou řady malých teček jasných barev, které se měly kombinovat a míchat nikoli na plátně, ale v oku diváka, což je definující rys pointillismu. Mnoho Signacových obrazů jsou krajinomalby francouzského pobřeží. Signac velmi rád maloval mořské pobřeží, říční krajinu, přístavy. Každé léto opustil Paříž, odcestoval na jih Francie do vesnice Collioure nebo do St. Tropez, kde si koupil dům a kam zval své přátele.
Paul Signac, Albert Dubois-Pillet, Odilon Redon a Georges Seurat byli mezi zakladateli Salonu nezávislých. Sdružení vzniklo v Paříži 29. července 1884 a pořádalo velké výstavy se sloganem:„Žádná porota ani ceny“ (Sans jury ni récompense). Účelem Salonu nezávislých založeného na tomto principu bylo umožnit všem umělcům prezentovat bez omezení svá díla a vystavit je svobodnému veřejnému posouzení. Po další tři desetiletí jejich každoroční výstavy určovaly umělecké trendy počátku 20. století.

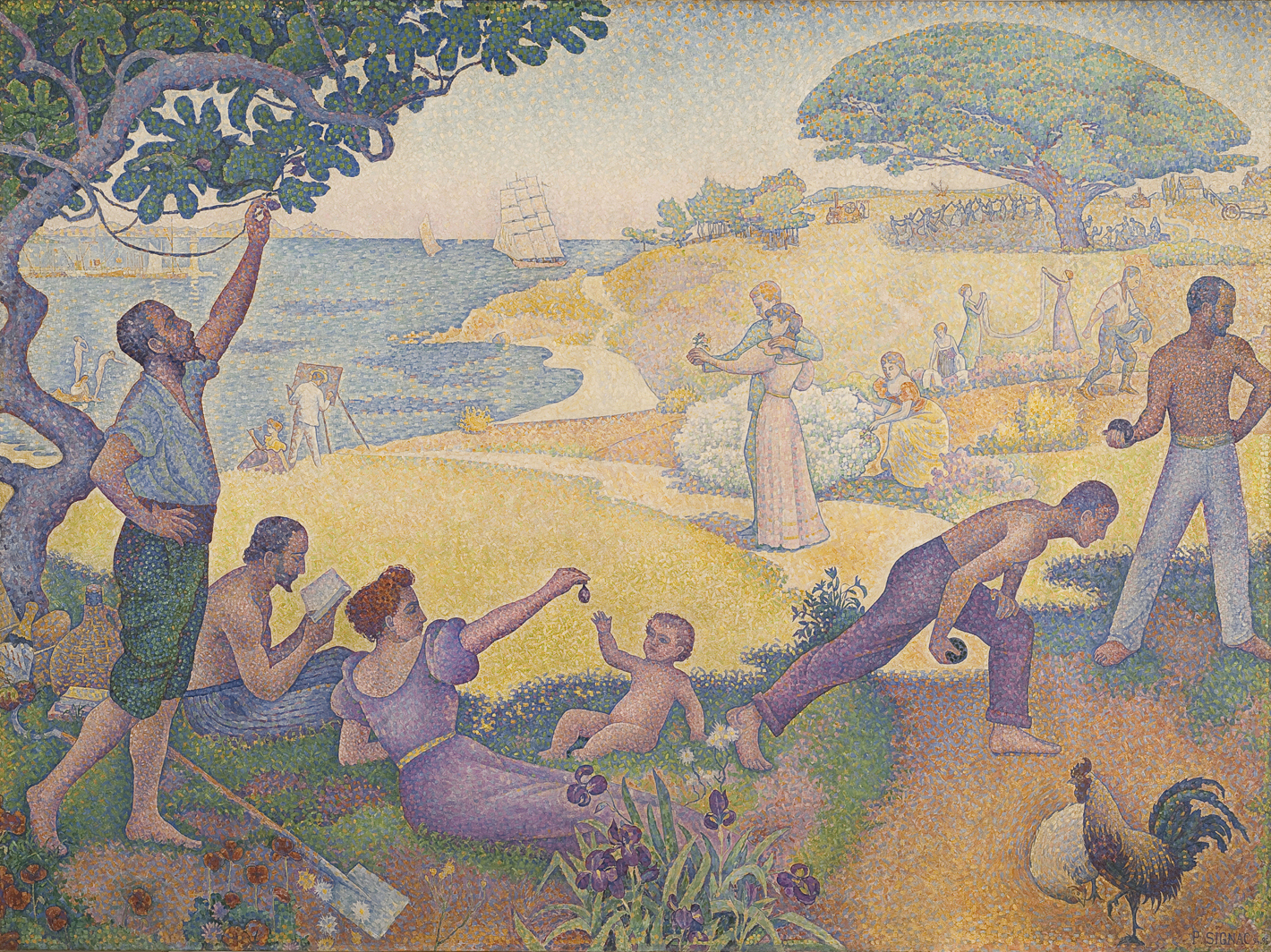
In the Time of Harmony. The Golden Age is not in the Past, it is in the Future, 1893–95, olej na plátně

V roce 1905 na Salonu nezávislých vystavoval Henri Matisse proto-fauvistický obraz Luxe, Calme et Volupté (Luxus, klid a potěšení). Pracoval v divizionistické technice v jasných barvách. Matisse obraz namaloval v roce 1904, po létě stráveném prací v St. Tropez na francouzské riviéře ve společnosti Paula Signaca a Henri-Edmonda Crosse. Obraz je Matissovým nejdůležitějším dílem, ve kterém použil divizionistickou techniku obhajovanou Signacem. Matisse tuto techniku poprvé přijal po přečtení Signacovy eseje d'Eugène Delacroix au Néo-Impressionnisme z roku 1898. Signac koupil dílo po výstavě Salonu nezávislých v roce 1905. V roce 1908 byl Signac zvolen předsedou 24. Salonu.

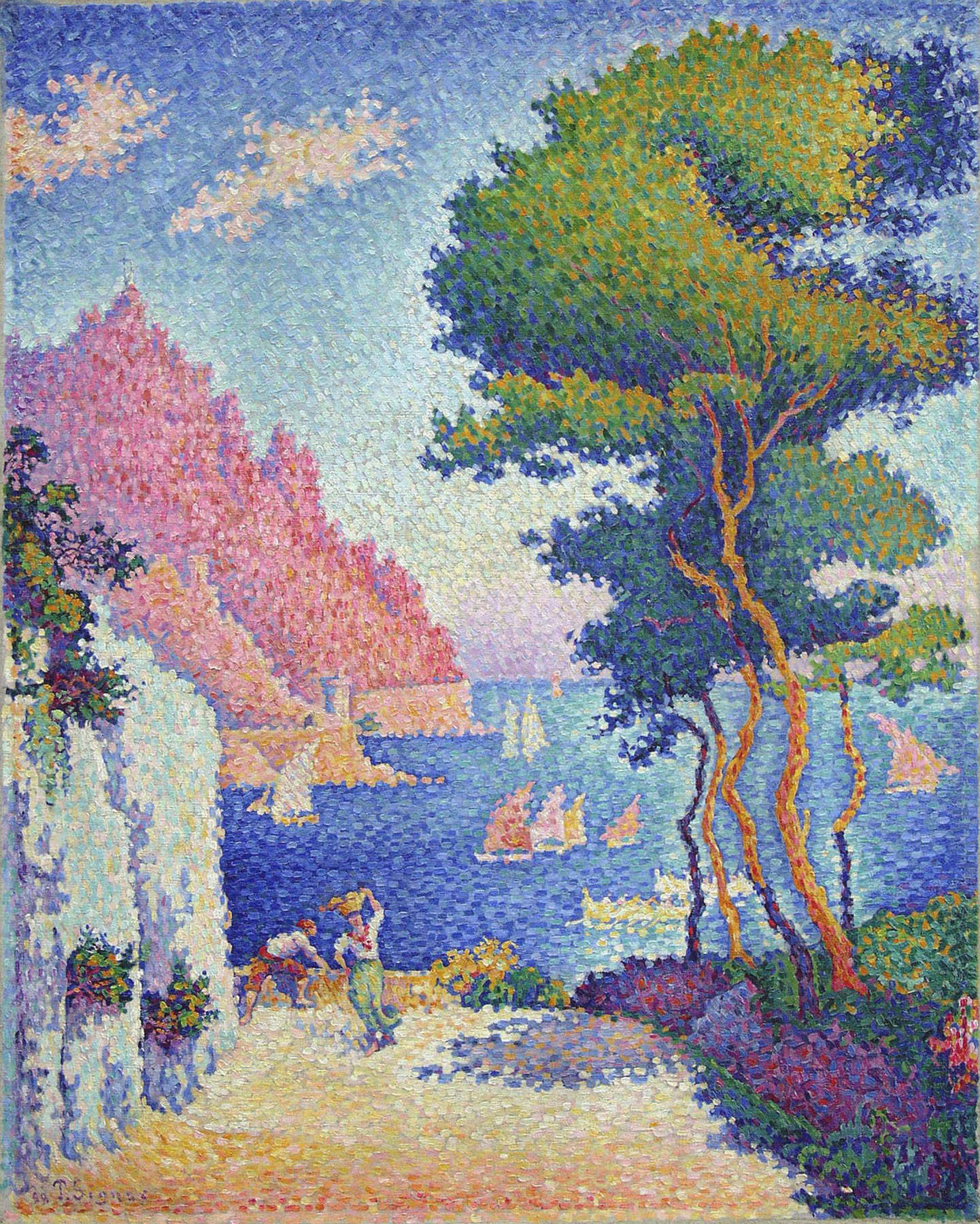
Capo di Noli, 1898

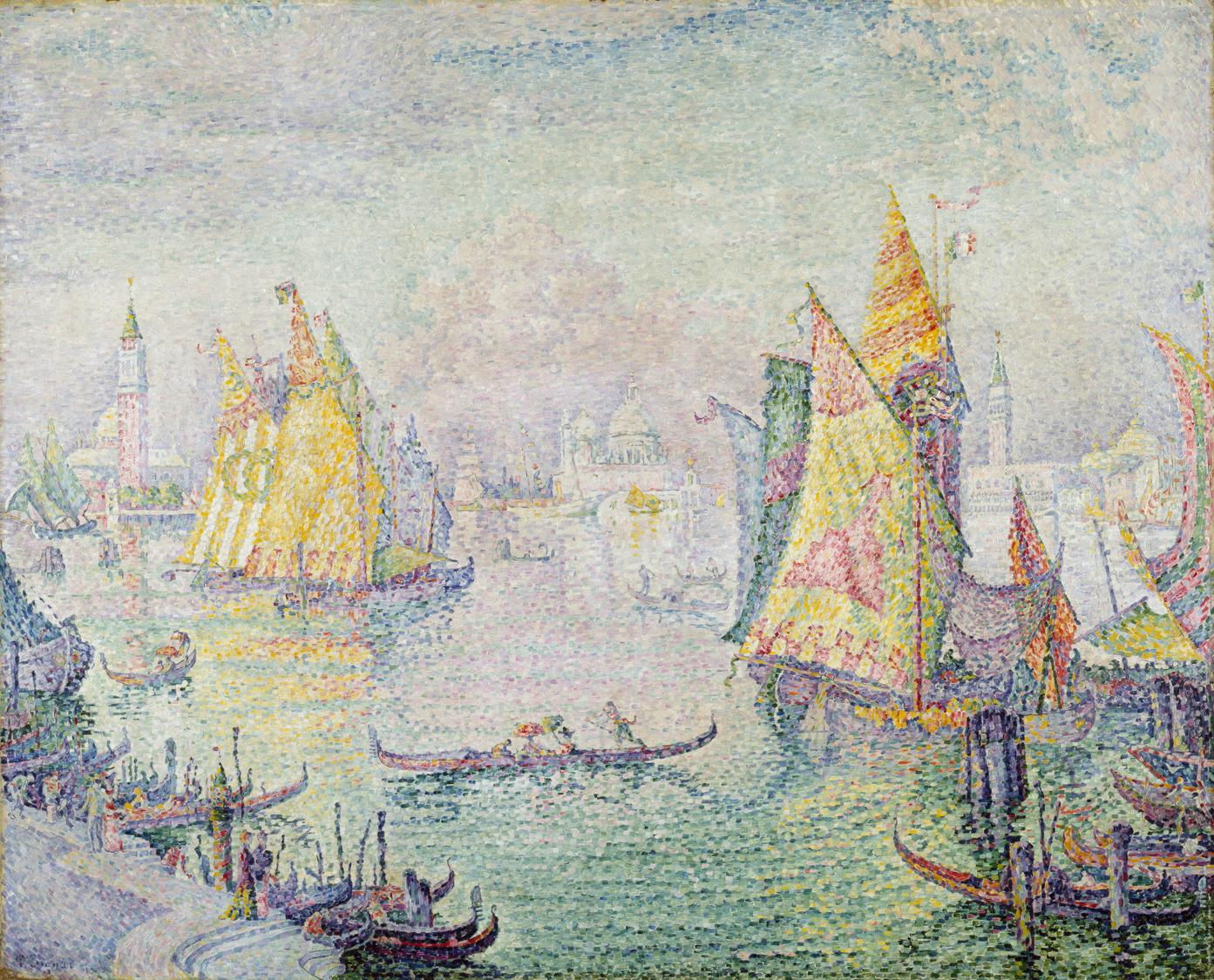
Laguna svatého Marka, Benátky, 1905

V roce 1886 se Signac v Paříži setkal s Vincentem van Goghem. V roce 1887 oba umělci společně pravidelně jezdili do Asnières-sur-Seine, kde malovali kavárny nebo okolí řeky. Van Gogh zpočátku obdivoval Signacovu techniku volné malby. V březnu 1889 Signac navštívil Van Gogha v Arles. Příští rok Signac podnikl krátkou cestu do Itálie, kde navštívil Janov, Florencii a Neapol.
V roce 1888 se Signac po seznámení s díly Élisée Recluse, Petra Kropotkina a Jeana Gravese přiklonil k myšlence anarchismu. Ti všichni podporovali a rozvíjeli myšlenky anarchistického komunismu. Se svými přáteli Angrandem Crossem, Maximilienem Lucem a Camillem Pissarrem přispěl k článku Jeana Gravese Les Temps Nouveaux v New Times. Jeho finanční podpora byla značná; v letech 1895 až 1912 posílal pravidelně šeky a daroval své obrazy do pěti loterií.
Signacův obraz z roku 1893, In the Time of Harmony (Ve věku harmonie) byl původně nazván In the Time of Anarchy (Ve věku anarchie), ale politická represe zaměřující se na anarchisty ve Francii v této době ho přinutila změnit název dříve, než dílo mohlo být vystaveno v galerii.

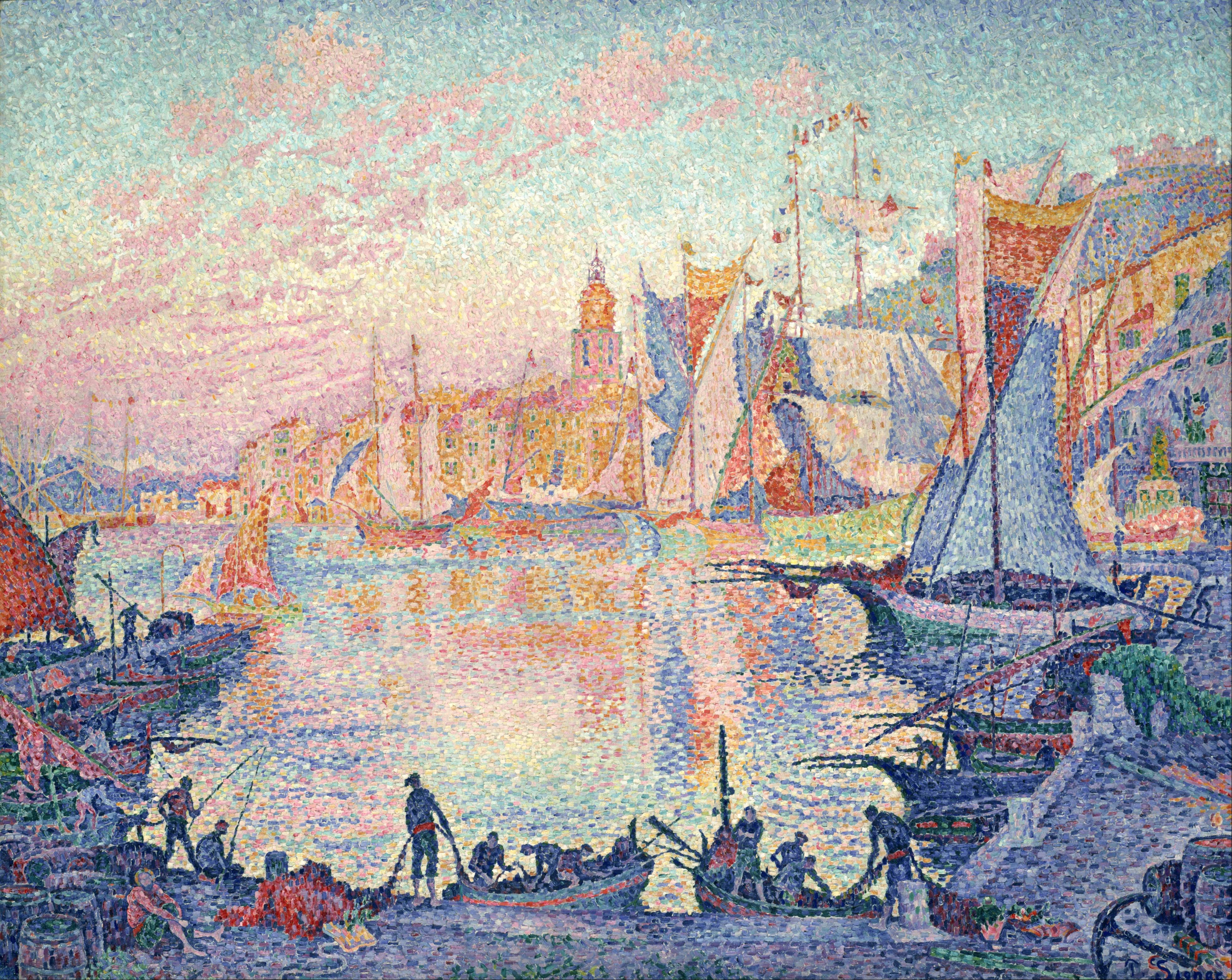
Přístav Saint-Tropez, 1901

Signac miloval plavbu. Cestovat začal v roce 1892, navštívil se svou malou lodí téměř všechny přístavy Francie, plavil se do Nizozemska a kolem Středozemního moře až do Konstantinopole. Vrátil se do St. Tropez, který „objevil“. Signac si z pobytu v různých přístavech přivezl zpět živé, barevné akvarely, načrtnuté v rychlosti v plenéru. Z těchto náčrtů tvořil velká studiová plátna, která jsou pečlivě zpracována v malých, mozaikových čtverečcích barvy, zcela odlišných od jednotlivých pestrobarevných bodů, které Seurat používal dříve.

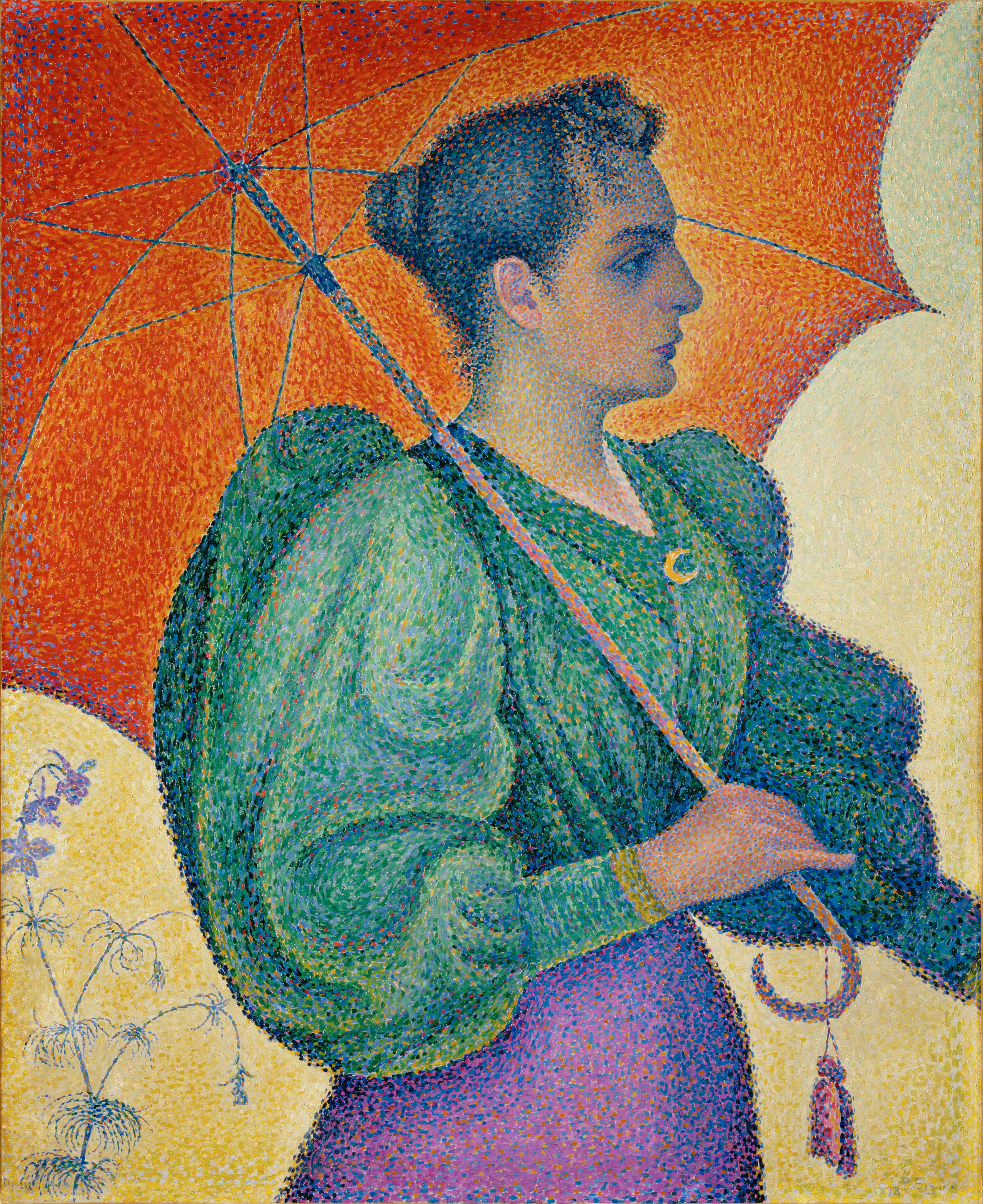
Paul Signac, Žena s deštníkem, portrét Signacovy ženy Berthy, 1893, malováno v Saint-Tropez

Sám Signac experimentoval s různými médii. Stejně jako olejomalby a akvarely vytvářel lepty, litografie, a mnoho náčrtů perem a inkoustem složených z malých pracných teček. Neoimpresionisté ovlivnili příští generaci: Signac inspiroval Henri Matisse a André Deraina, a tak hrál rozhodující roli ve vývoji fauvismu.
Jako prezident Salonu nezávislých od roku 1908 až do své smrti, Signac povzbuzoval mladší umělce jako byl Matisse, aby vystavovali svá kontroverzní díla ve stylu fauvismu a kubismu. Signac sloužil jako porotce s Florencem Meyerem Blumenthalem při udělování Prix Blumenthal (Ceny Blumenthal), udělované v letech 1919 až 1954 malířům, sochařům, dekoratérům, rytcům, spisovatelům a hudebníkům.

## Osobní život
Dne 7. listopadu 1892 se Signac oženil s Berthe Roblès na radnici 18. pařížského obvodu. Svědci svatby byli Alexander Lemonier, Maximilien Luce, Camille Pissarro a Georges Lecomte. V listopadu 1897 se Signac přestěhoval do nového bytu v Castel Béranger, který postavil Hector Guimard. O něco později, v prosinci téhož roku, získal dům v Saint-Tropez zvaný La Hune. Zde si Signac nechal postavit velké studio, které slavnostně otevřel 16. srpna 1898.
V září 1913 si pronajal dům v Antibes, kde se usadil s Jeanne Selmersheim-Desgrange, neoimpresionistickou malířkou. Dne 2. října 1913 se jim narodila dcera Ginette. St. Tropez a apartmán v Castel Beranger přenechal Berthe: po zbytek života zůstali přáteli. Signac uznal Ginette jako svou legitimní dceru 6. dubna 1927. Do té doby byla nelegitimní dcerou. Jeho vnučka Françoise Cachin se stala uměleckou historičkou.
Paul Signac zemřel na sepsi v Paříži 15. srpna 1935 ve věku 71 let. Jeho tělo bylo zpopelněno a pohřbeno 18. srpna na hřbitově Père Lachaise.
Některé známé obrazy jsou: In the Time of Harmony (V čase harmonie), Femmes au puits (Ženy u studny), Port St. Tropez (Přístav St. Tropez), The Papal Palace (Papežský palác) a The Demolisher (Bourač).

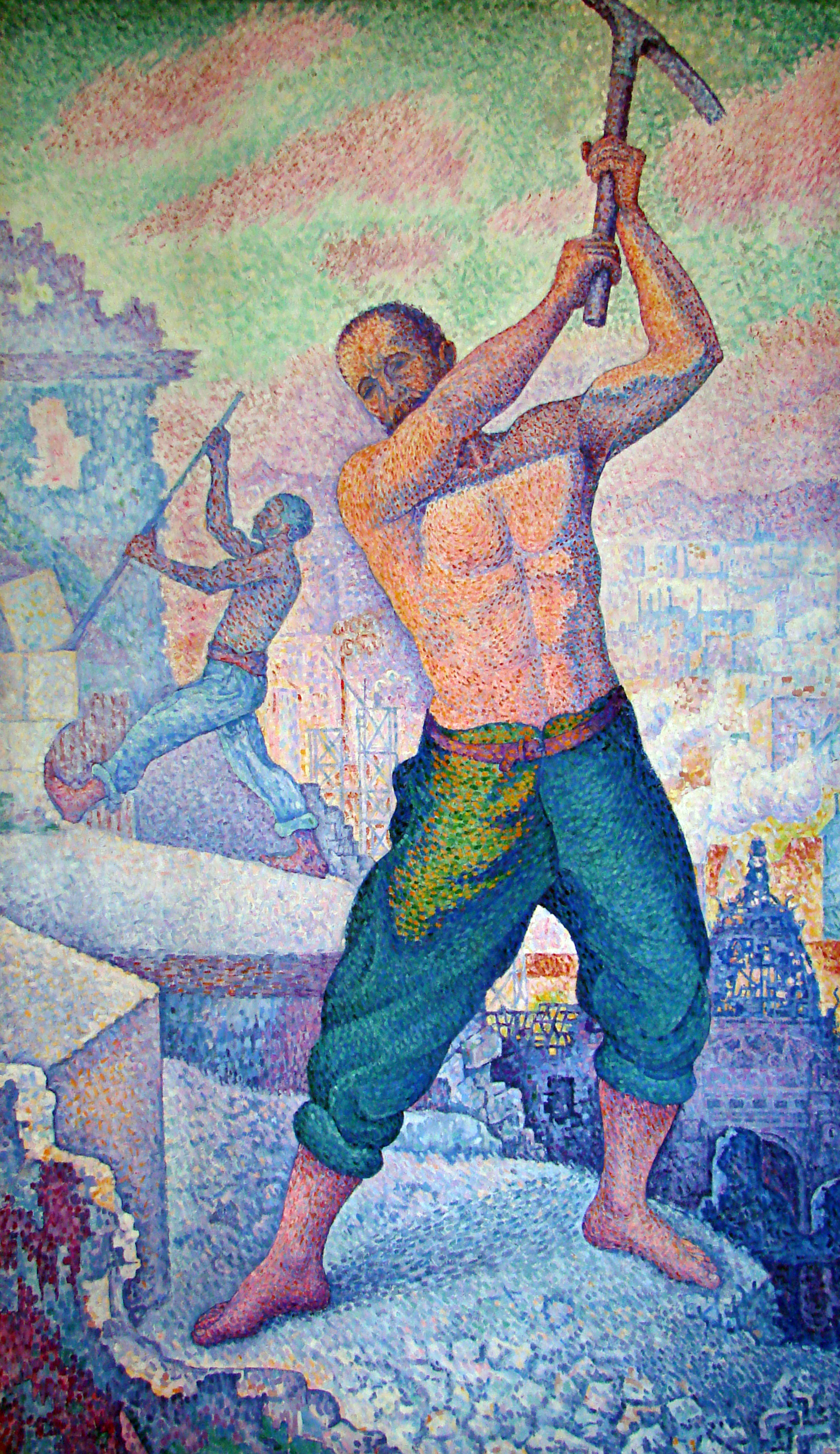
Bourač, mezi 1897 a 1899

V roce 2010 bylo v hotelu Spaander ve Volendamu kde se připravovala výstava mnoha obrazů, objeveno dosud neznámé Signacovo dílo. Signac zřejmě tímto obrazem platil za svůj pobyt v roce 1894. Olej bez názvu v ceně 100 000 EUR, představující pohled na přístav, byl pověšen v recepci hotelu na rezavém hřebíku.

## Spisovatel
Signac zanechal několik důležitých děl o teorii umění, mezi nimi je Od Eugène Delacroixe k Neoimpresionismu, publikované v roce 1899; monografie věnovaná Johanovi Barthold Jongkindovi (1819–1891), vydaná v roce 1927; několik úvodů do katalogů uměleckých výstav; a mnoho dalších dosud nepublikovaných spisů.
Politicky byl anarchista, stejně jako mnoho jeho přátel, včetně Félixe Fénéona a Camille Pissarra.

## Galerie

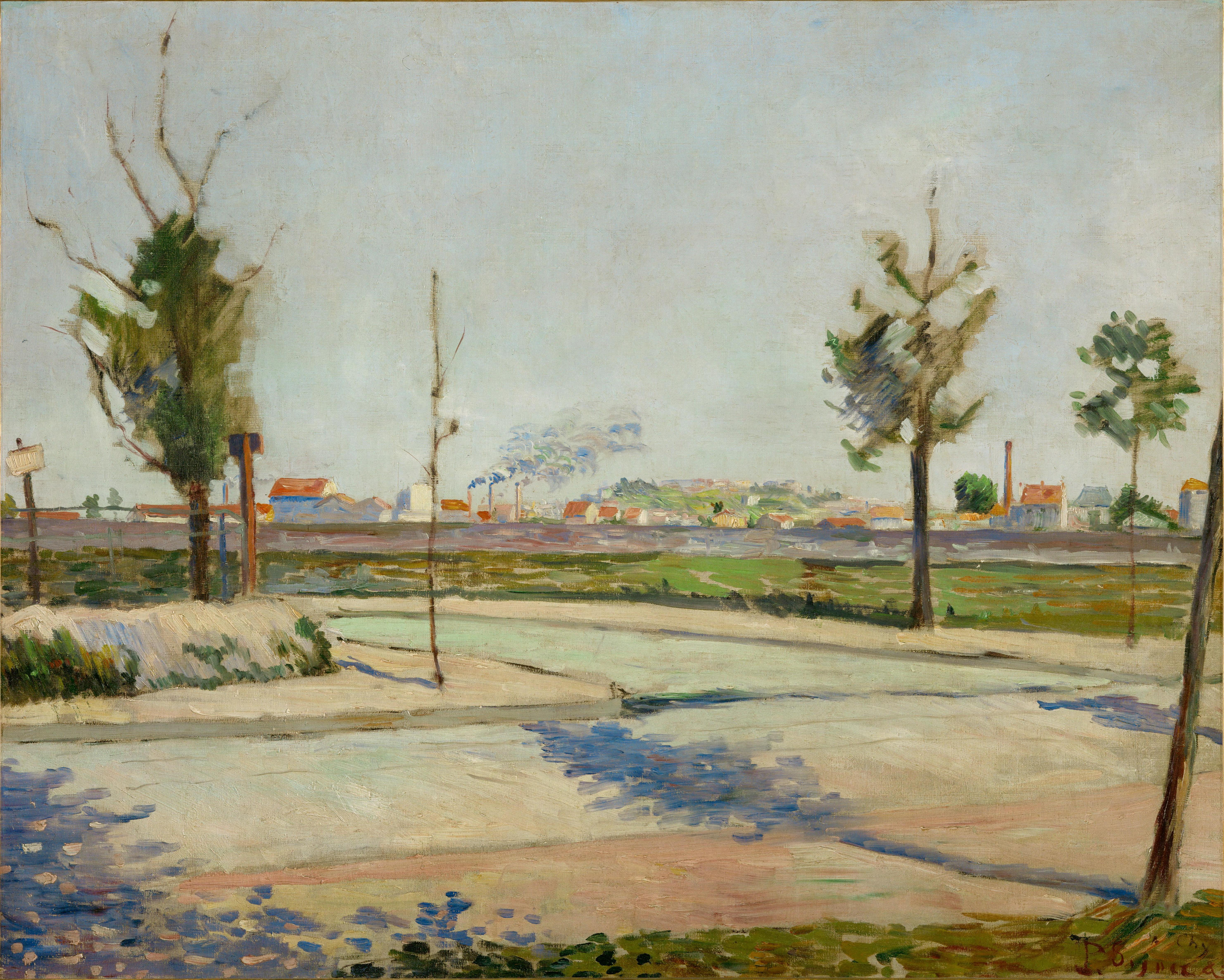
Cesta k Gennevilliers, 1883
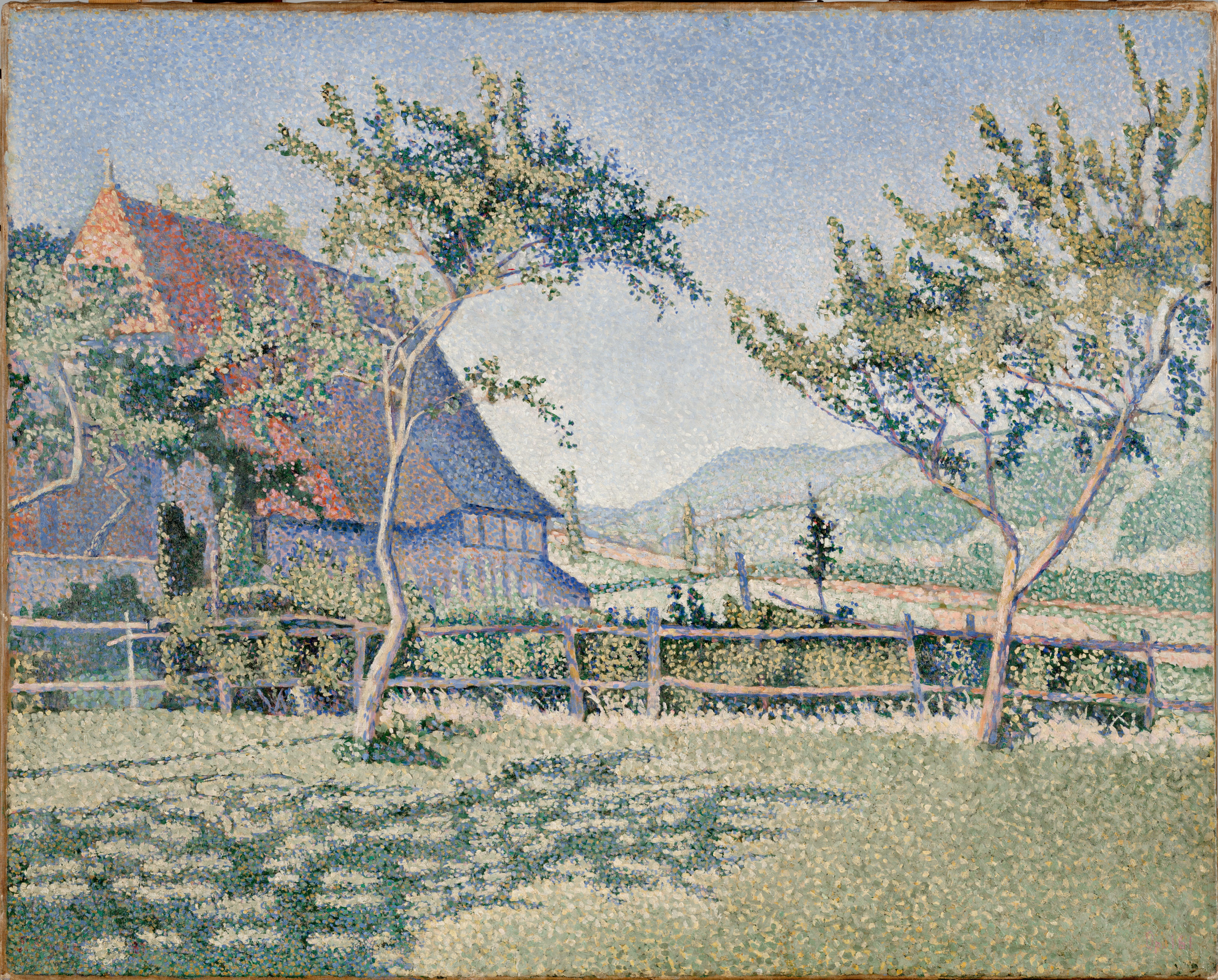
Louka u Comblat-le-Chateau 1886
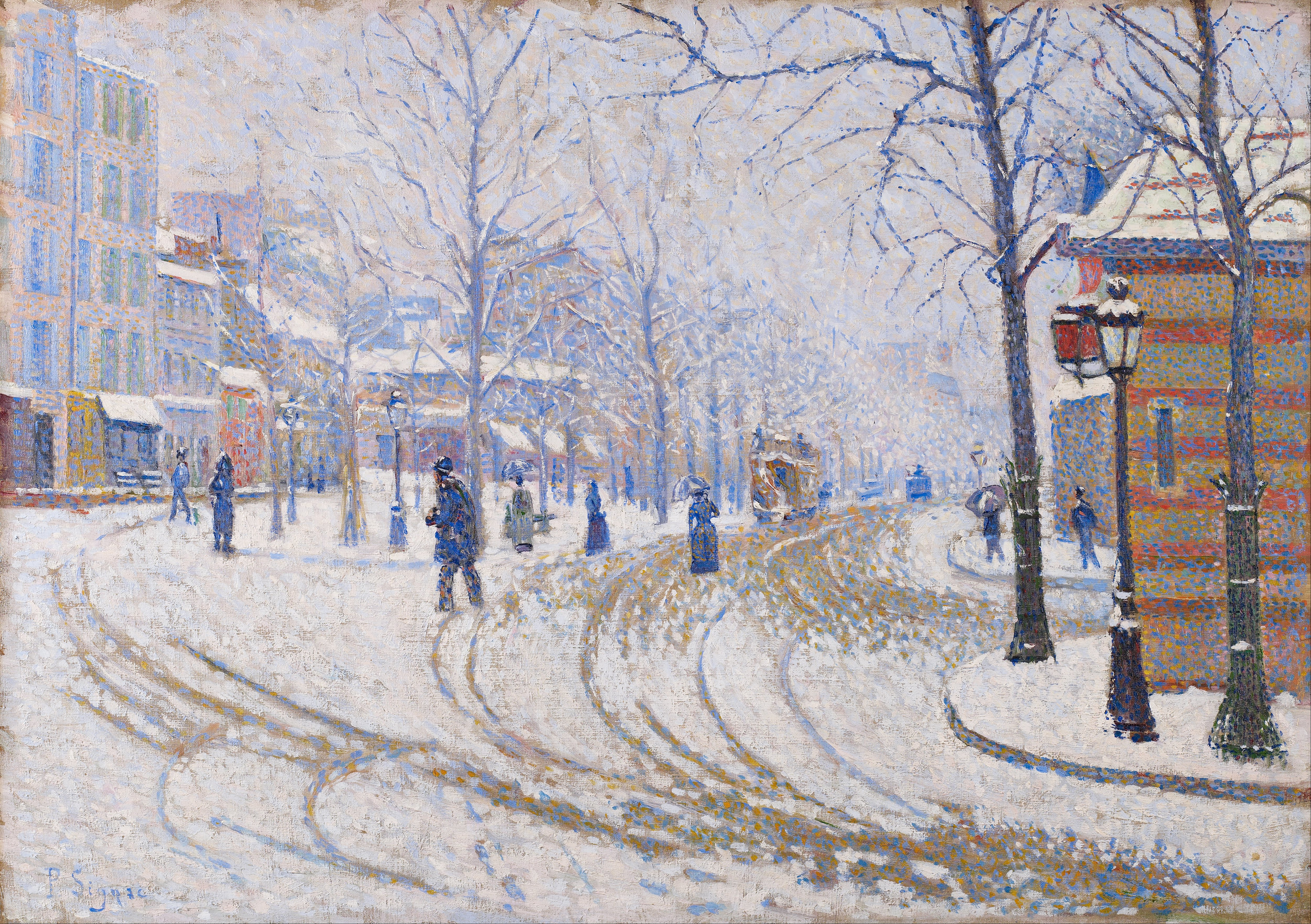
Sníh v ulicích Clichy, 1886
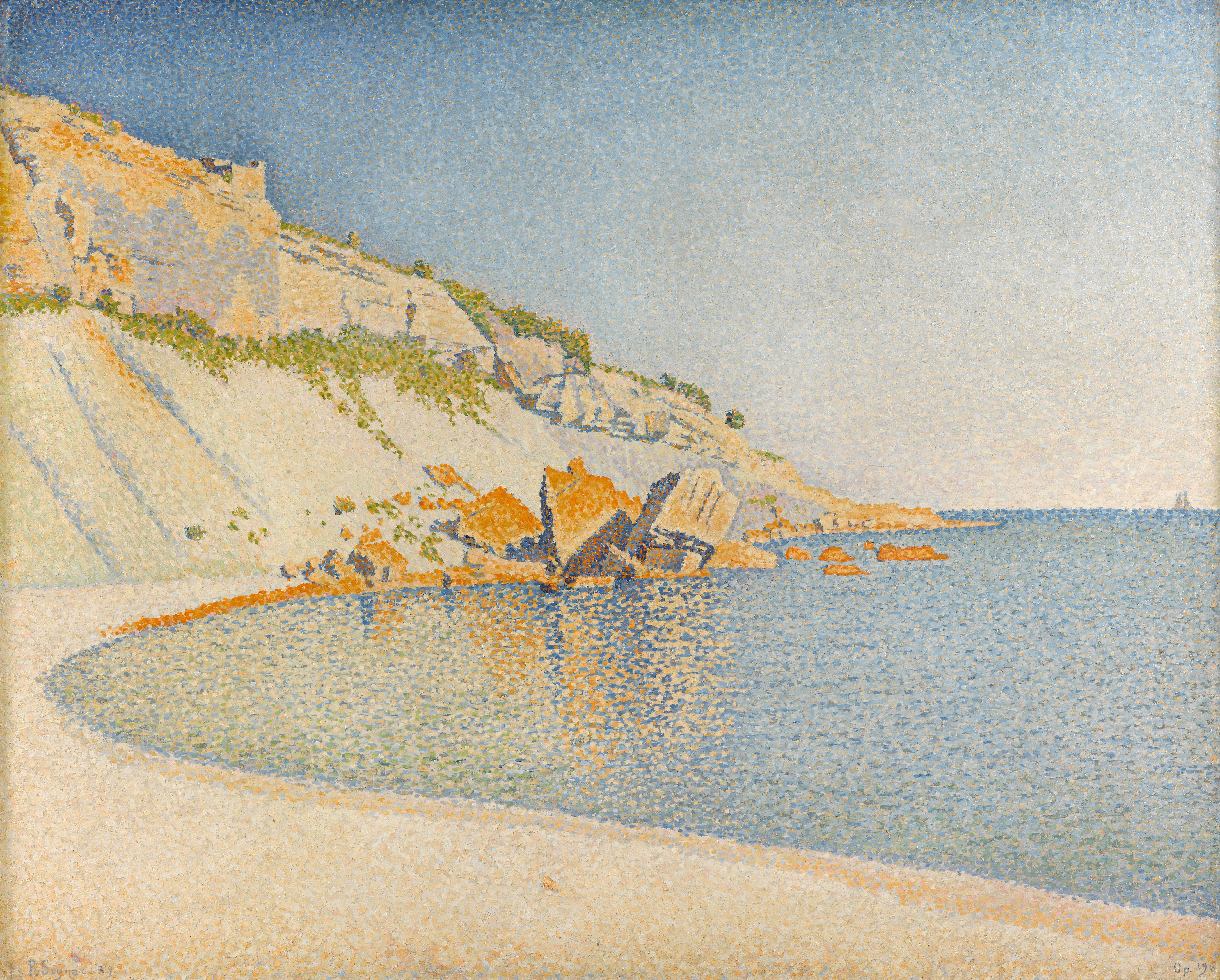
Cassis, mys Lombard, 1889
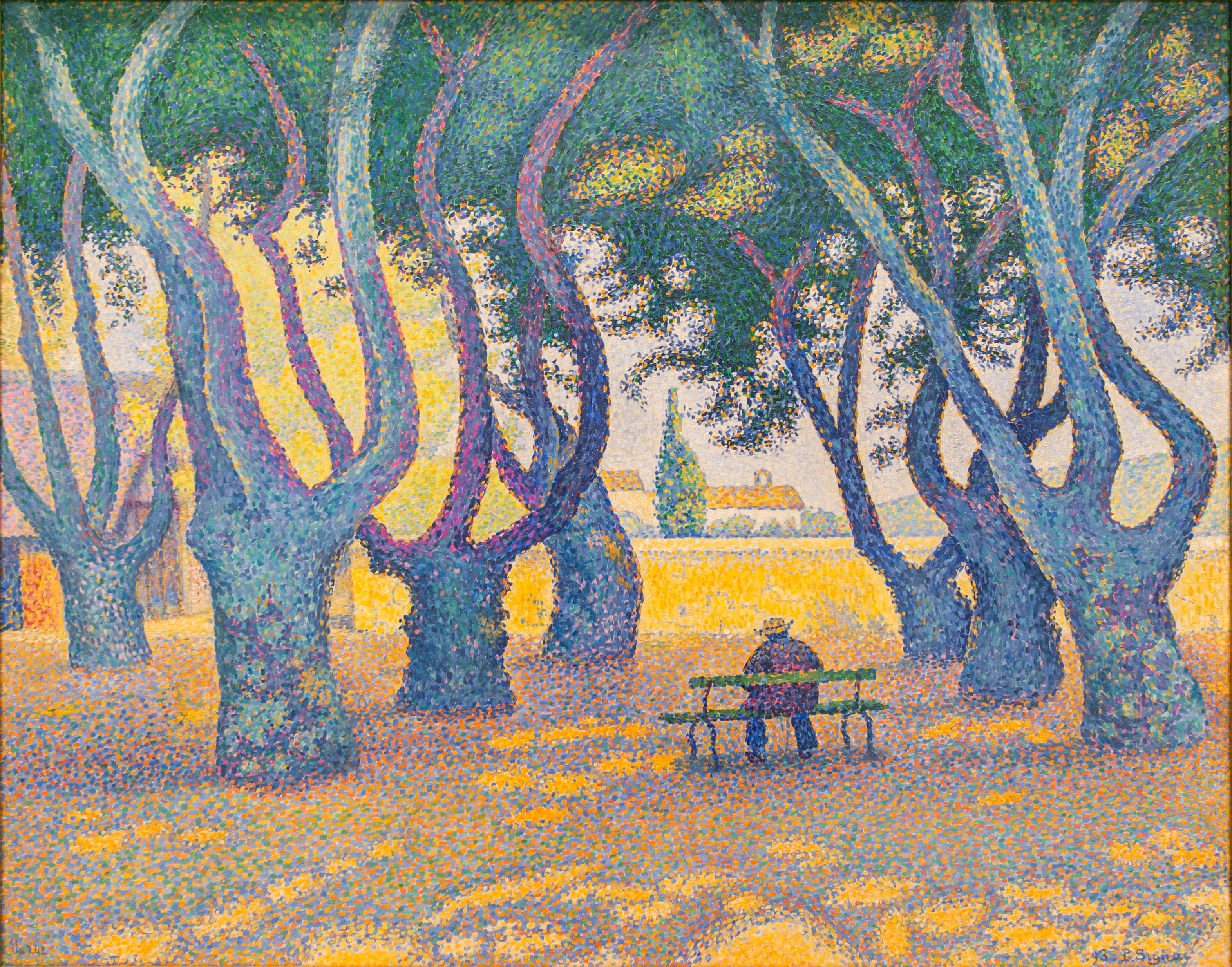
Místo v Lices, St. Tropez 1893
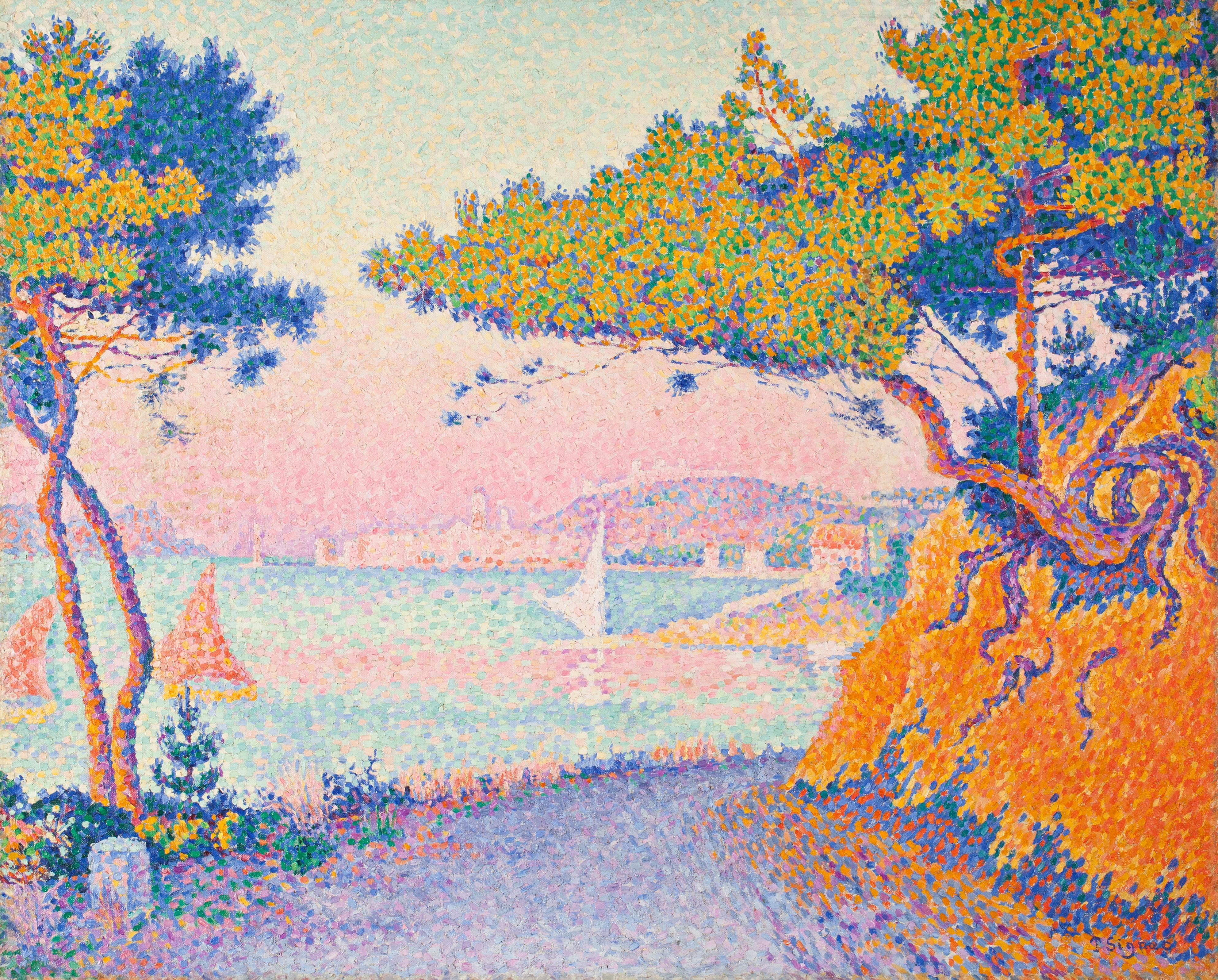
Záliv u Juan, asi 1896
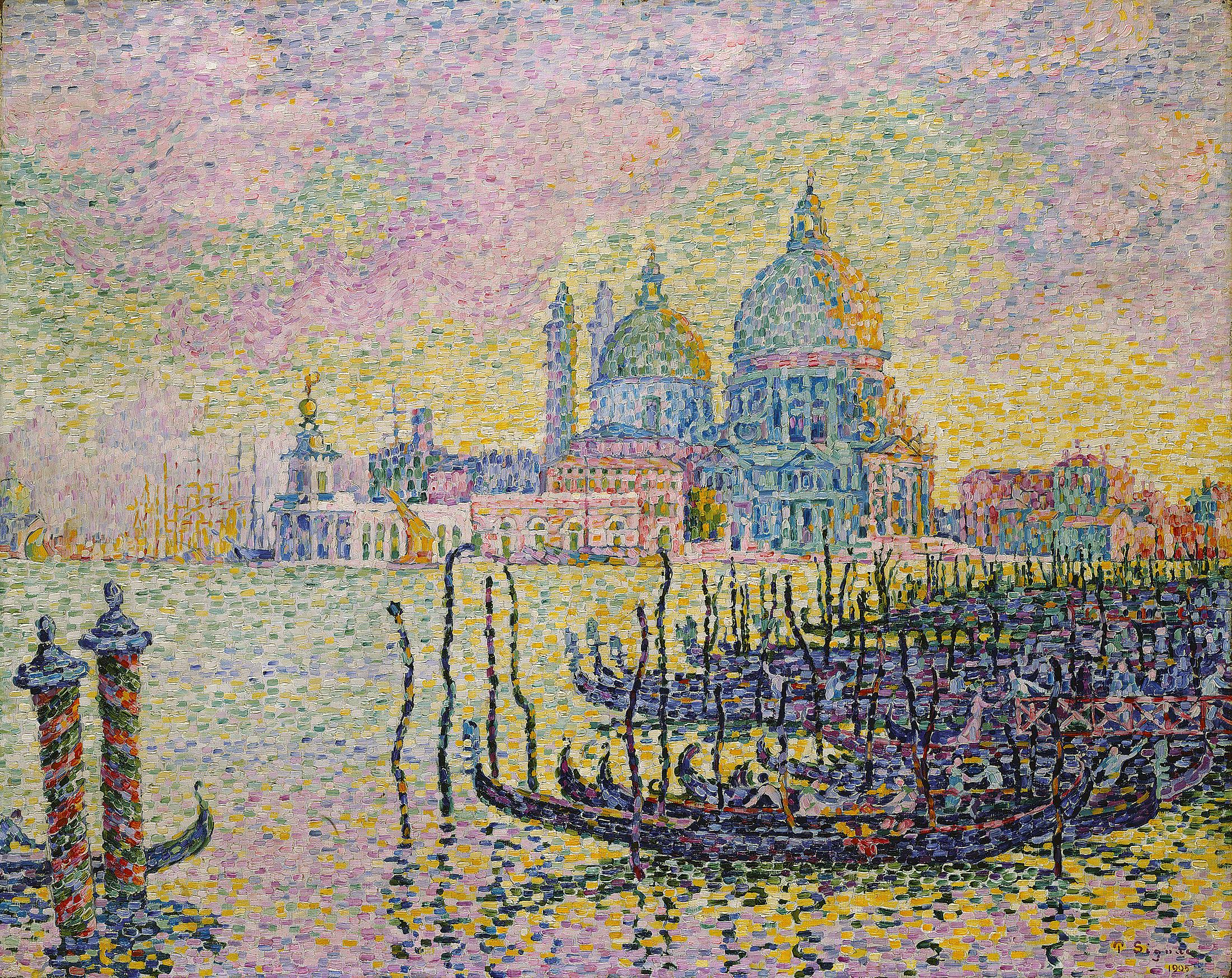
Grand Canal (Benátky), 1905
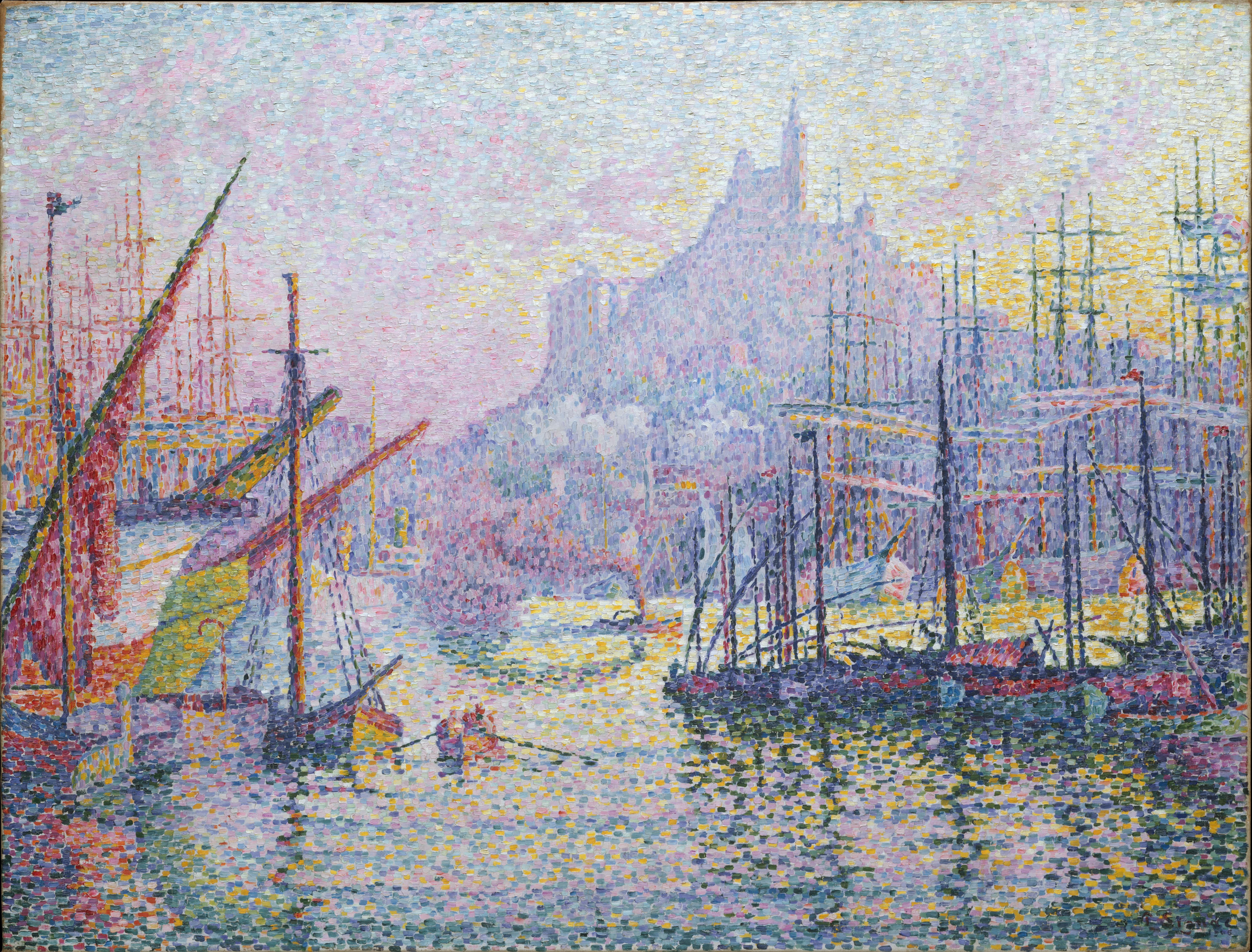
Notre-Dame-de-la-Garde (La Bonne-Mère) Marseilles, 1905–06
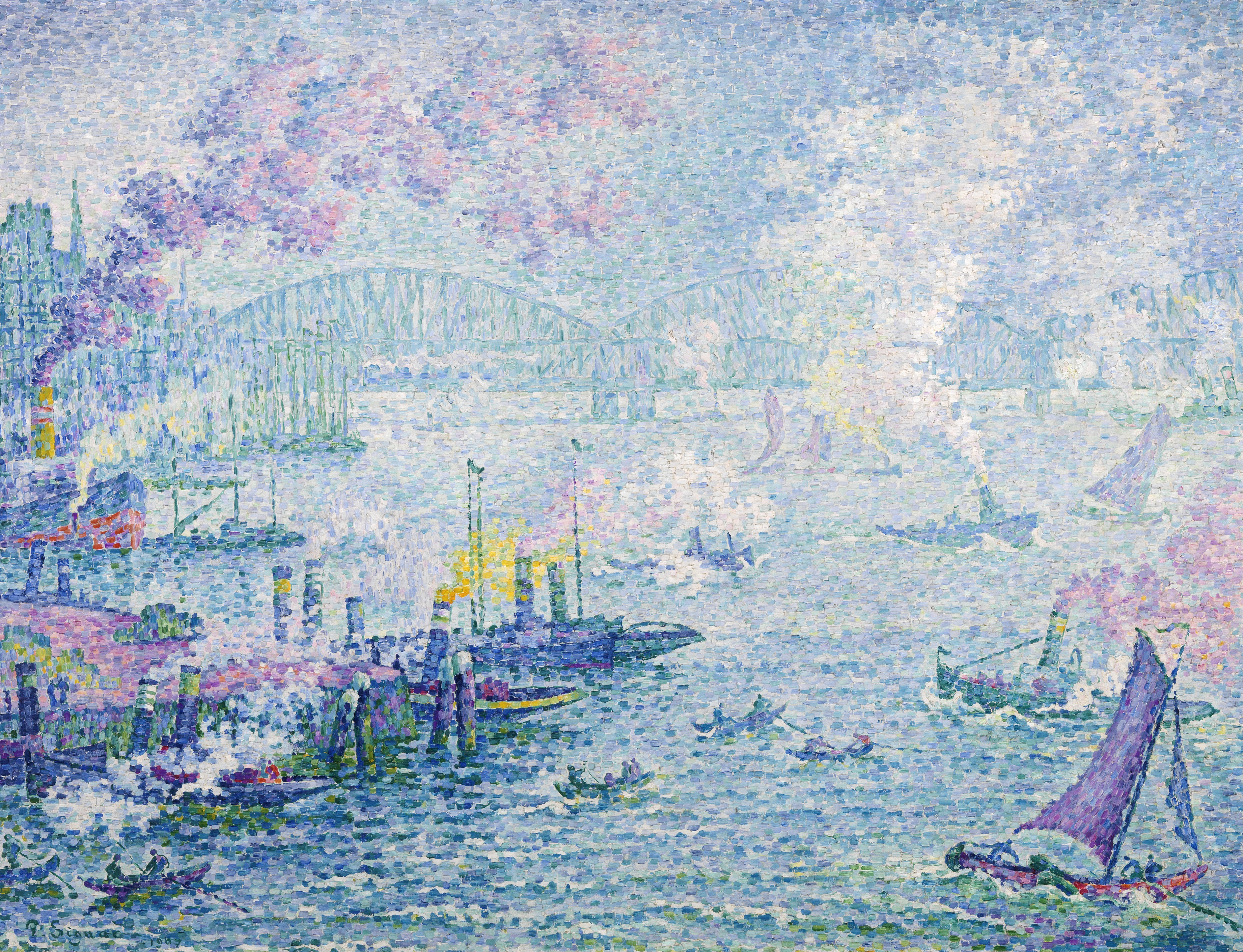
Rotterdam, 1907
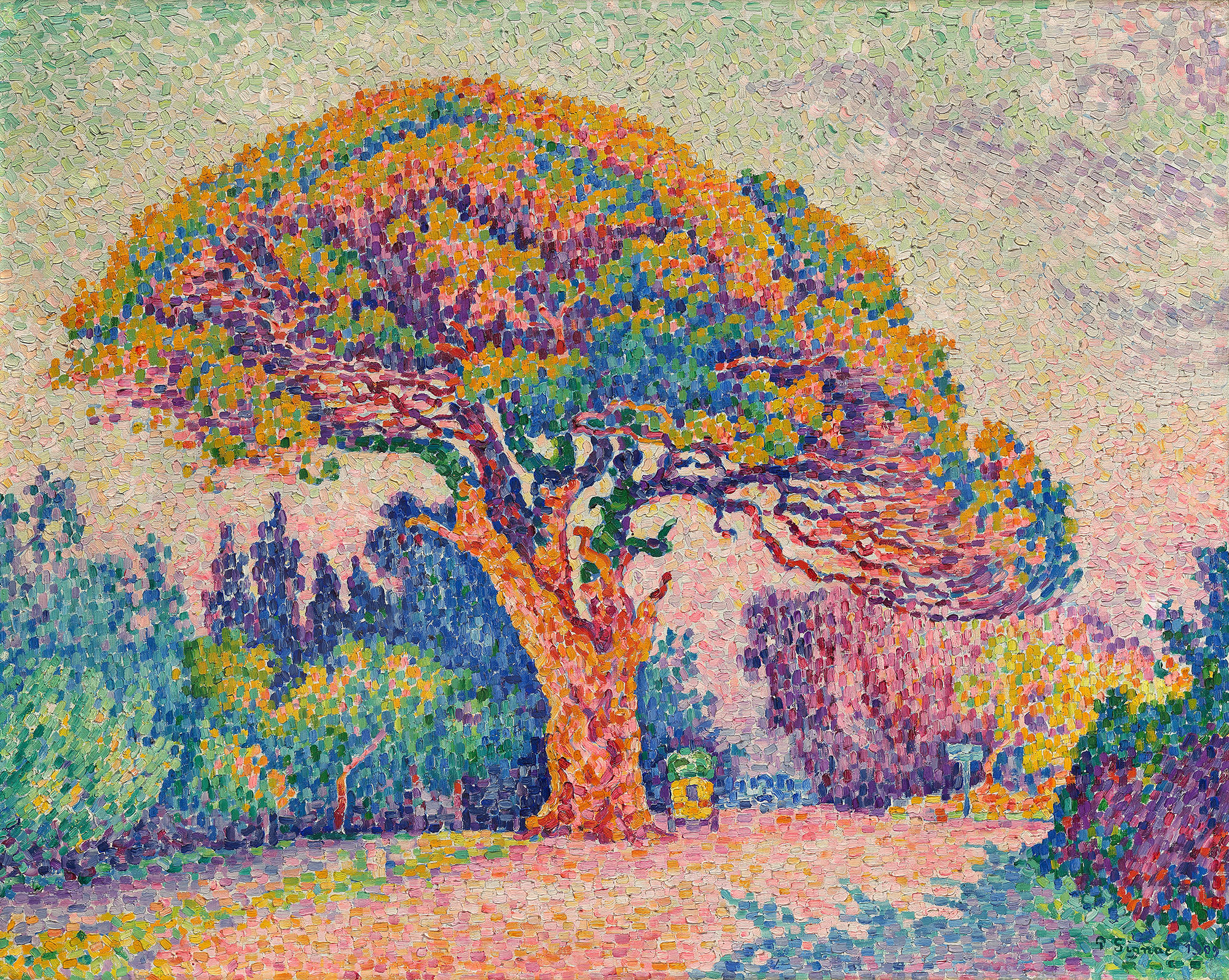
Borovice v Saint Tropez, 1909
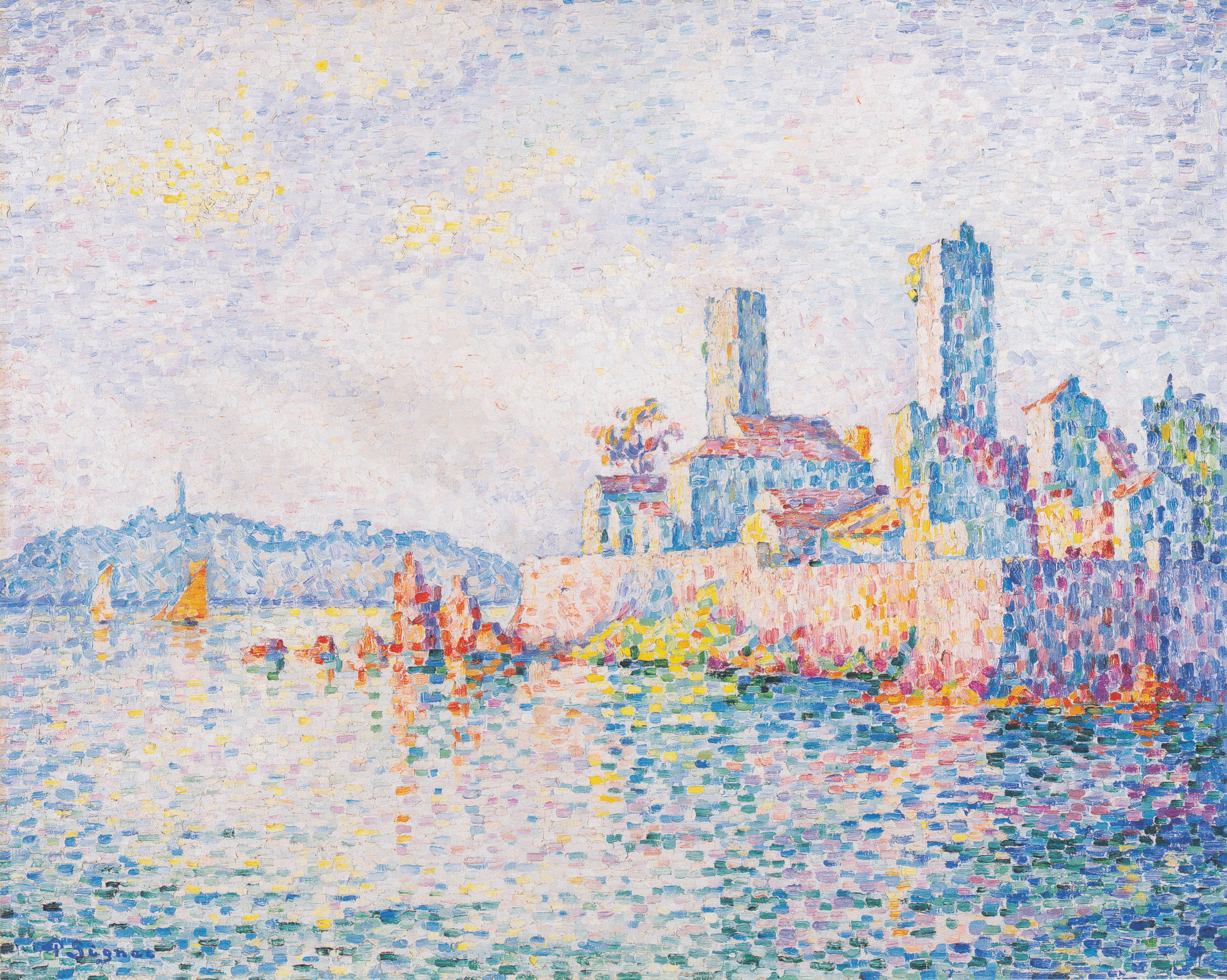
Antibes, 1911
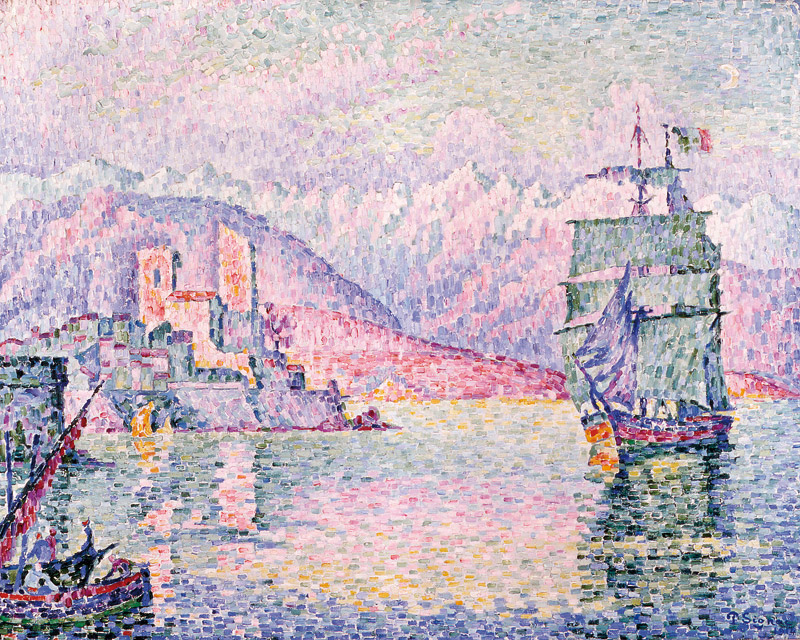
Antibes, večer, 1914
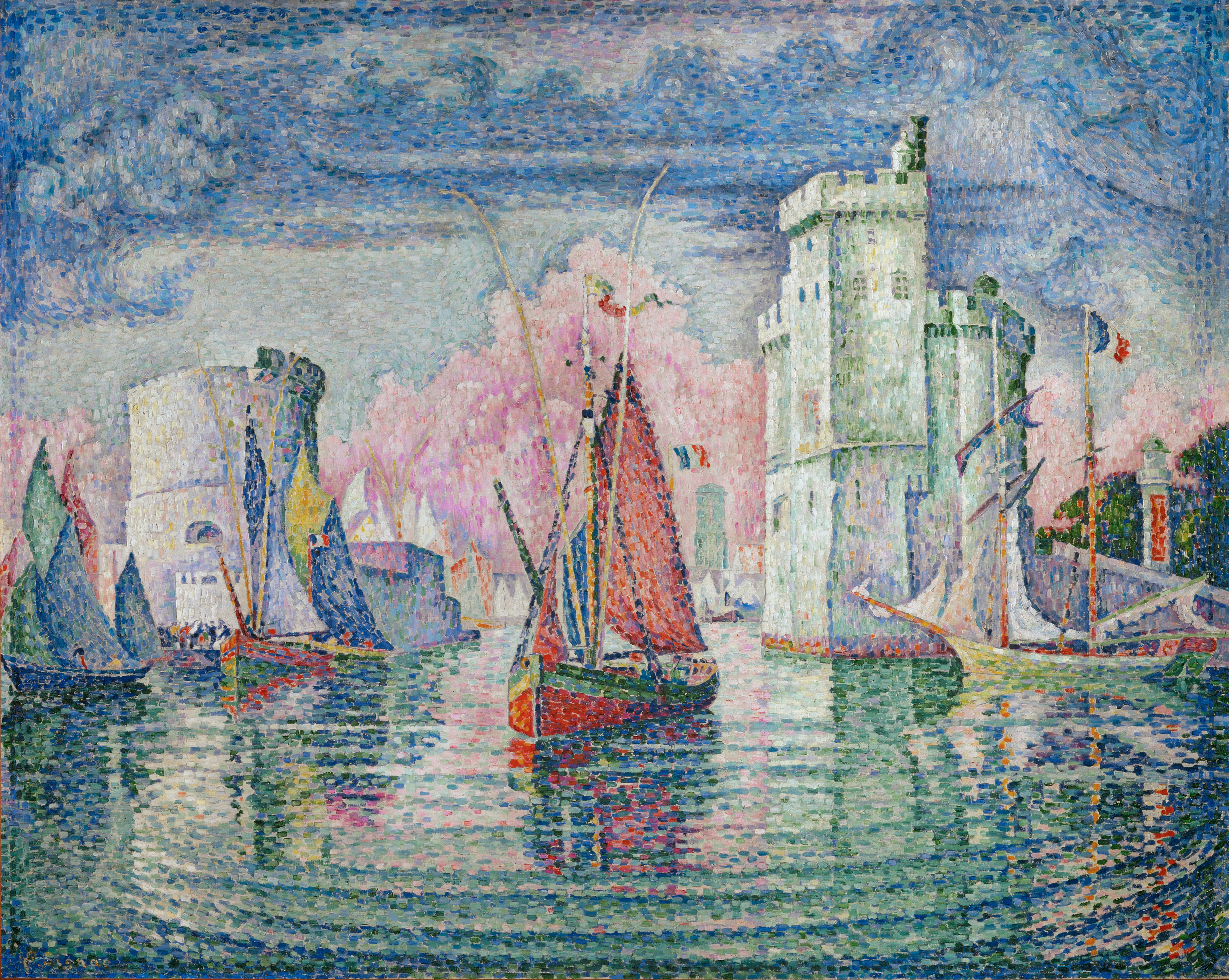
Vjezd do přístavu La Rochelle, 1921
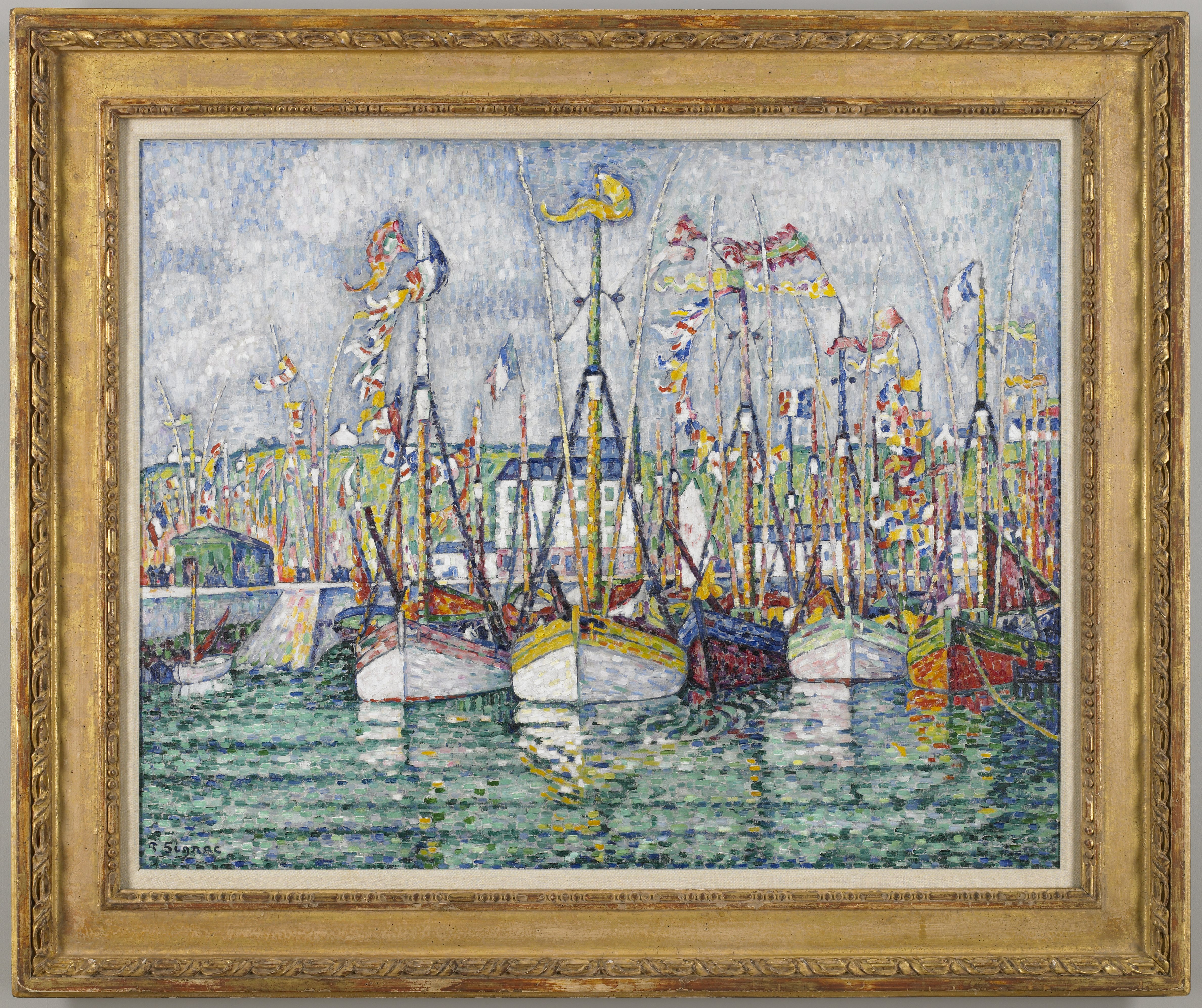
Požehnání lovcům tuňáků v Groix, 1923
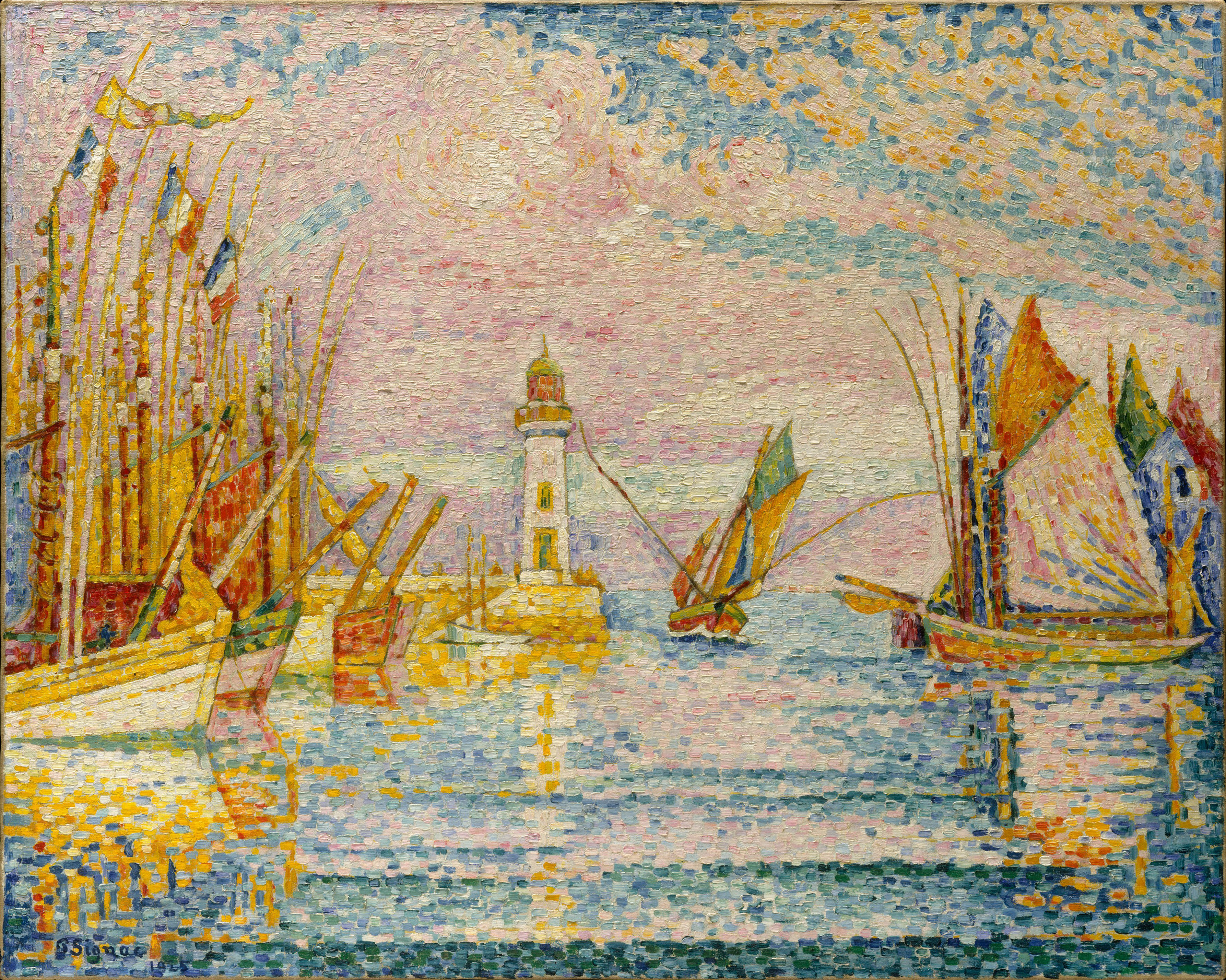
Maják v Groix, 1925

## Ilustrace
- Jean Cocteau, Bertrand Guégan (1892–1943); L'almanach de Cocagne pour l'an 1920–1922, Dédié aux vrais Gourmands Et aux Francs Buveurs (1921)[13]
- La Gerbe (Nantes), Periodical literature.